# Jaroš (kastelán)
Jaroš († po 1225) byl český šlechtic.
Jeho původ není známý. Mohl být totožný s klientem rodu Hrabišiců Jarošem ze Zabrušan. Prameny ho s jistotou poprvé zmiňují na listinném falzu hlásícím se k roku 1213. Je zde uveden jako manžel neznámé dcery šlechtického předáka Slavka I. Hrabišice. V roce 1222 vystupuje jako poslední doložený kastelán hradu Bíliny. Z období po roce 1225 o něm zřejmě nepocházejí žádné zprávy.